# Julián Delmás
Julián Javier Delmás Germán, noto semplicemente come Julián Delmás (Saragozza, 20 aprile 1995), è un calciatore spagnolo, difensore svincolato.

## Carriera
Cresciuto nel settore giovanile del Real Saragozza, dopo un'esperienza in prestito al Villanueva, trascorre due anni con la seconda squadra del club aragonese, prima di venire promosso in prima squadra nel 2017. Il 19 settembre 2019 prolunga fino al 2023.
Il 30 agosto 2020 si trasferisce al Cartagena, club di seconda divisione spagnola.

## Statistiche

### Presenze e reti nei club
Statistiche aggiornate al 7 febbraio 2023.
| Stagione              | Squadra               | Campionato            | Campionato | Campionato | Coppe nazionali | Coppe nazionali | Coppe nazionali | Coppe continentali | Coppe continentali | Coppe continentali | Altre coppe | Altre coppe | Altre coppe | Totale | Totale |
| Stagione              | Squadra               | Comp                  | Pres       | Reti       | Comp            | Pres            | Reti            | Comp               | Pres               | Reti               | Comp        | Pres        | Reti        | Pres   | Reti   |
| --------------------- | --------------------- | --------------------- | ---------- | ---------- | --------------- | --------------- | --------------- | ------------------ | ------------------ | ------------------ | ----------- | ----------- | ----------- | ------ | ------ |
| 2017-2018             | Real Saragozza        | SD                    | 21+1       | 1          | CR              | 2               | 0               | -                  | -                  | -                  | -           | -           | -           | 24     | 1      |
| 2018-2019             | Real Saragozza        | SD                    | 22         | 1          | CR              | 2               | 0               | -                  | -                  | -                  | -           | -           | -           | 24     | 1      |
| 2019-2020             | Real Saragozza        | SD                    | 21         | 0          | CR              | 3               | 0               | -                  | -                  | -                  | -           | -           | -           | 24     | 0      |
| Totale Real Saragozza | Totale Real Saragozza | Totale Real Saragozza | 64+1       | 2          |                 | 7               | 0               |                    | -                  | -                  |             | -           | -           | 72     | 2      |
| 2020-2021             | FC Cartagena          | SD                    | 21         | 1          | CR              | 1               | 0               | -                  | -                  | -                  | -           | -           | -           | 22     | 1      |
| 2021-2022             | FC Cartagena          | SD                    | 39         | 3          | CR              | 0               | 0               | -                  | -                  | -                  | -           | -           | -           | 39     | 3      |
| 2022-gen. 2023        | FC Cartagena          | SD                    | 9          | 0          | CR              | 1               | 0               | -                  | -                  | -                  | -           | -           | -           | 10     | 0      |
| Totale FC Cartagena   | Totale FC Cartagena   | Totale FC Cartagena   | 69         | 4          |                 | 2               | 0               |                    | -                  | -                  |             | -           | -           | 71     | 4      |
| gen.-giu. 2023        | Malaga                | SD                    | 2          | 0          | CR              | 0               | 0               |                    | -                  | -                  |             | -           | -           | 2      | 0      |
| Totale carriera       | Totale carriera       | Totale carriera       | 135+1      | 6          |                 | 9               | 0               |                    | -                  | -                  |             | -           | -           | 145    | 6      |